# Episodi di Doc Martin (settima stagione)
La settima stagione della serie televisiva Doc Martin, composta da 8 episodi, è stata trasmessa in prima visione assoluta nel Regno Unito sul canale ITV dal 7 settembre al 2 novembre 2015.
In Italia, la stagione è stata trasmessa in prima visione assoluta su Rai 3 dal 10 giugno al 22 luglio 2017.
| Episodio | Titolo                          | Titolo in italiano | Prima TV UK       | Prima TV Italia |
| -------- | ------------------------------- | ------------------ | ----------------- | --------------- |
| 1        | Rescue Me                       |                    | 7 settembre 2015  | 3 giugno 2017   |
| 2        | The Shock of the New            |                    | 14 settembre 2015 | 10 giugno 2017  |
| 3        | It's Good to Talk               |                    | 21 settembre 2015 | 17 giugno 2017  |
| 4        | Education, Education, Education |                    | 28 settembre 2015 | 24 giugno 2017  |
| 5        | Control-Alt-Delete              |                    | 5 ottobre 2015    | 1º luglio 2017  |
| 6        | Other People's Children         |                    | 19 ottobre 2015   | 8 luglio 2017   |
| 7        | Facta Non Verba                 |                    | 26 ottobre 2015   | 15 luglio 2017  |
| 8        | The Doctor Is Out               |                    | 2 novembre 2015   | 22 luglio 2017  |